# Типография Ставропигийского братства
Типогра́фия Ставропиги́йского институ́та — памятник архитектуры и истории во Львове (Украина). Адрес: улица И. Фёдорова, 9 (в прошлом — Бляхарская, 9).
Здание построено в 1580-х годах и затем несколько раз перестраивалось и реставрировалось, окончательный вид приобрело в 1788 году. В этом здании первопечатником Иваном Фёдоровым были отпечатаны первые во Львове книги. Львовское Успенское братство организовало здесь свою школу и типографию, основой для которой послужили печатные станки И. Фёдорова. В типографии на протяжении 1591—1785 годов вышло в свет 206 названий книг.
Здание выполнено в камне, в плане вытянутое, трёхэтажное. Фасад гладко оштукатурен, усилен контрфорсами. На портале даты «1586—1904», над ним — лепной герб и надпись «Ставропигийсікй інститутъ». На фасаде здания установлена памятная доска, сообщающая, что здесь была типография Ивана Фёдорова.
В конце XIX века здесь была напечатана «Церковно-славянская азбука для старообрядческих училищ», составленная Епифанием Балановичем (поскольку издание книг для старообрядцев было запрещено в России).
В здании до 1939 года размещались галицко-русские учреждения, в том числе Галицко-русская матица, Ставропигийский институт, Печатня Ставропигийского института, Литературно-драматическое общество «Муза», Русский рольничий союз, Общежитие русской студенческой молодёжи, Общество «Русское казино», Народная касса, Секция русской молодёжи, Русский благотворительный комитет, Общество русских дам, Талергофский комитет.